# 贝恩斯多夫 (茨维考县)
贝恩斯多夫（德語：Bernsdorf，發音：[ˈbɛʁnsˌdɔʁf] ⓘ）是德国萨克森州茨维考县的市镇，面积14.82平方千米，2023年12月31日人口为2,108人。